# Straßenbahn München Baureihe B
| Straßenbahn München Baureihe B (Triebwagen) | Straßenbahn München Baureihe B (Triebwagen) | Straßenbahn München Baureihe B (Triebwagen) | Straßenbahn München Baureihe B (Triebwagen) | Straßenbahn München Baureihe B (Triebwagen) | Straßenbahn München Baureihe B (Triebwagen) |
| ------------------------------------------- | ------------------------------------------- | ------------------------------------------- | ------------------------------------------- | ------------------------------------------- | ------------------------------------------- |
| Triebwagen der Baureihe B am Isartor 1939   |                                             |                                             |                                             |                                             |                                             |
|                                             | B 1                                         | B 1.3 (Umbau aus B 1)                       | B 2.3                                       | Z -.-                                       |                                             |
| Nummerierung:                               | 375–379                                     | 375–379                                     | 380–424                                     | ?                                           |                                             |
| Anzahl:                                     | 5 Wagen                                     | 5 Wagen                                     | 44 Wagen                                    | 14 Wagen                                    |                                             |
| Hersteller:                                 | Rathgeber                                   | Rathgeber                                   | Rathgeber                                   | Rathgeber                                   |                                             |
| Baujahre:                                   | 1908                                        | 1909, 1910                                  | 1908                                        | ab 1945                                     |                                             |
| Ausmusterung:                               | 1956                                        | 1956                                        | 1956                                        | 1956                                        |                                             |
| Spurweite:                                  | 1435 mm (Normalspur)                        | 1435 mm (Normalspur)                        | 1435 mm (Normalspur)                        | 1435 mm (Normalspur)                        |                                             |
| Wagenkastenlänge:                           | 9.000 mm                                    | 9.000 mm                                    | 9.000 mm                                    | 17.410 mm                                   |                                             |
| Stundenleistung:                            | 52 kW                                       | 52 kW                                       | 52 kW                                       | 66 kW                                       |                                             |
| Fahrmotoren:                                | 2                                           | 2                                           | 2                                           | 2                                           |                                             |
| Stromübertragung:                           | Oberleitung                                 | Oberleitung                                 | Oberleitung                                 | Oberleitung                                 |                                             |
| Sitzplätze:                                 | 22 (ab 1915: 24; ab 1939: 22)               | 22 (ab 1915: 24; ab 1939: 22)               | 22 (ab 1915: 24; ab 1939: 22)               | ?                                           |                                             |
| Stehplätze:                                 | 22 (ab 1915: 23; ab 1939: 30)               | 22 (ab 1915: 23; ab 1939: 30)               | 22 (ab 1915: 23; ab 1939: 30)               | ?                                           |                                             |

| Straßenbahn München Baureihe b (Beiwagen) (Umbau aus Pferde- und Dampfbahnwagen) | Straßenbahn München Baureihe b (Beiwagen) (Umbau aus Pferde- und Dampfbahnwagen) | Straßenbahn München Baureihe b (Beiwagen) (Umbau aus Pferde- und Dampfbahnwagen) |
| -------------------------------------------------------------------------------- | -------------------------------------------------------------------------------- | -------------------------------------------------------------------------------- |
|                                                                                  | b 1.43 (ehemalige Pferdebahnwagen)                                               | b 2.44 (ehemalige Dampfbahnwagen)                                                |
| Nummerierung:                                                                    | 733–744                                                                          | 151–163 (später 741–753)                                                         |
| Anzahl:                                                                          | 7 Wagen                                                                          | 13 Wagen                                                                         |
| Hersteller:                                                                      | Rathgeber                                                                        | Rathgeber                                                                        |
| Baujahre:                                                                        | 1896–1904                                                                        | 1900, 1901                                                                       |
| Ausmusterung:                                                                    | 1928–1938                                                                        | 1932–1938                                                                        |
| Spurweite:                                                                       | 1435 mm                                                                          | 1435 mm                                                                          |
| Wagenkastenlänge:                                                                | 6.500 mm                                                                         | 6.600 mm                                                                         |
| Sitzplätze:                                                                      | 16                                                                               | 16                                                                               |
| Stehplätze:                                                                      | 24 (ab 1915: 22)                                                                 | 18 (ab 1915: 22)                                                                 |

Als Baureihe B wird die dritte Generation der Straßenbahn-Triebwagen der Straßenbahn München bezeichnet. Die Fahrzeuge waren ähnlich konstruiert wie die ab 1898 gebauten Straßenbahntriebwagen der Baureihe A. Im Gegensatz zur Baureihe A besaßen die Triebwagen der Baureihe B vier Seitenfenster und abgerundete Plattformen. Die ersten fünf Fahrzeuge wurden 1908 als Unterbaureihe B 1 ausgeliefert. In den folgenden Jahren folgten weitere 44 Fahrzeuge, die jedoch als Unterbaureihe B 2.3 eingereiht wurden, da sie im Gegensatz zu den Triebwagen der Unterbaureihe B 1 wie die Baureihe A über Maximum-Drehgestelle statt über Lenkachsen verfügen. Von 1909 bis 1910 baute man die Lenkachsen von allen Fahrzeugen der Unterbaureihe B 1 aus und ersetzte sie durch Maximum-Drehgestelle. Die umgebauten Fahrzeuge wurden als Unterbaureihe B 1.3 bezeichnet. 1956 wurden alle Fahrzeuge ausgemustert, keines blieb erhalten.
Die sieben Beiwagen der Unterbaureihe b 1.43 entstanden wie die Beiwagen des Typs a 1.43 aus umgebauten Pferdebahnwagen. Einige ehemalige Wagen der Dampfbahn wurden ebenfalls zu Beiwagen für die elektrische Straßenbahn umgebaut. Die 20 Beiwagen wurden als Unterbaureihe b 2.44 bezeichnet. Alle Beiwagen wurden von 1928 bis 1938 ausgemustert.

## Geschichte

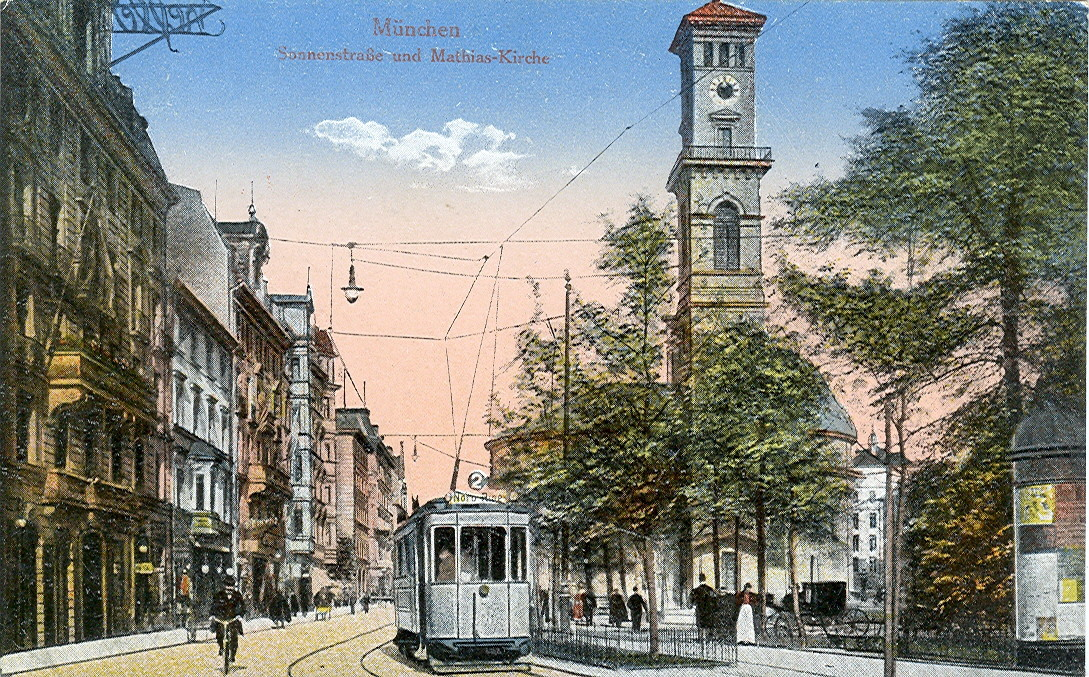
B-Wagen auf der Sonnenstraße an der Alten Matthäuskirche

Im Zuge des weiteren Ausbaus des Münchner Straßenbahnnetzes durch die Münchner Trambahn AG waren neben der Baureihe Z und der Baureihe A weitere Straßenbahnfahrzeuge nötig. Die Münchner Trambahn AG entschied sich zum Kauf neuer Fahrzeuge, die im Aufbau der Baureihe A ähnlich waren, sich jedoch vor allem durch die stärkeren Motoren und durch die anfangs eingebauten Lenkachsen unterschieden. Außerdem hatten die Baureihe B ein runderes Design und hatten erstmal die weiß-blaue Lackierung, die bis zur Baureihe R und bei den U-Bahn-Baureihen A und B in München üblich war. Im Jahr 1908 lieferte die Waggonfabrik Josef Rathgeber die ersten fünf Fahrzeuge, die als Unterbaureihe B 1 bezeichnet wurden. Während des Betriebseinsatzes stellte sich jedoch heraus, dass die Lenkachsen für die Münchner Verhältnisse nicht geeignet waren. Deshalb baute man bei allen fünf Triebwagen der Unterbaureihe B 1 die Lenkachsen wieder aus und ersetzte sich durch Maximum-Drehgestelle, die sich schon bei der Baureihe A bewährt hatten. Die umgebauten Fahrzeuge bezeichnete man als Unterbaureihe B 1.3. Bei den ebenfalls 1908 ausgelieferten 44 Serienfahrzeugen ließ die Münchner Trambahn AG sofort Maximum-Drehgestelle einbauen, sonst waren die Fahrzeuge zu der Baureihe B 1 baulich gleich. Die Serienfahrzeuge erhielten die Bezeichnung B 2.3.
Die als Baureihe b bezeichneten Beiwagen entstanden wie bei der Baureihe A aus Geldmangel aus ehemaligen Pferde- und Dampfbahnwagen. Die sieben als Unterbaureihe b 1.43 bezeichneten Beiwagen waren ehemalige Pferdebahnwagen, die von 1876 bis 1895 von Henry Plas aus Brüssel und von Rathgeber erbaut wurden. Die Baureihe b 1.43 unterschied sich zur Baureihe a 1.43 durch den um ungefähr einen Meter verlängerten Wagenkasten. Zum Einsatz hinter den Triebwagen erhielten die Beiwagen Schraubkupplungen. Die Beiwagen der Unterbaureihe b 1.43 entstanden schon von 1896 bis 1904 und dienten vermutlich auch noch als Beiwagen für die Baureihe A. Die 13, in den Jahren 1900 und 1901 umgebauten, Dampfbahnwagen wurden als Baureihe b 2.44 bezeichnet. Die ursprünglich zur Dampfbahn gehörenden Beiwagen wurden von 1883 bis 1891 von der Waggonfabrik Rathgeber erbaut.
Am Anfang ihrer Einsatzgeschichte fuhren die B-Triebwagen meist ohne Beiwagen. Das Haupteinsatzgebiet der B-Wagen war die neu erbaute Ringlinie 2 (heute stillgelegt), die Linie 5 (heute stillgelegt) und die Linie 29 (heute Linie 19 bzw. stillgelegt). An die ursprünglich offenen Plattformen wurden im Jahr 1929 Stecktüren angebracht, sodass ein einfaches auf- und abspringen während der Fahrt nicht mehr möglich war. Die ersten b 1.43-Beiwagen wurden 1928 aufgrund ihres hohen Alters ausgemustert. Außerdem waren Neufahrzeuge der Baureihen C, E und F vorhanden, die nun auch bei Bedarf mit B-Triebwagen eingesetzt wurden. Die letzten Beiwagen der sieben Wagen der Unterbaureihe b 1.43 wurden 1938 ausgemustert. Die 13 Beiwagen der Unterbaureihe b 2.44 wurden in den Jahren 1932 und 1938 ausgemustert. Im Zweiten Weltkrieg wurden 20 der insgesamt 49 B-Triebwagen bei Bombenangriffen zerstört. Davon waren zwei Fahrzeuge der Unterbaureihe b 1.43 und 18 Fahrzeuge der Unterbaureihe B 2.3 betroffen. Aus den noch vorhandenen 28 Triebwagen ließ die Städtische Straßenbahnbetriebe München 14 sogenannte Zwillingstriebwagen erbauen, bei denen zwei Triebwagen miteinander verbunden wurden. Der Umbau bewährte sich wie bei der Baureihe A jedoch nicht. Deshalb wurden die Fahrzeuge schon im Jahr 1956 ausgemustert. Die Fahrgestelle der Fahrzeuge der Unterbaureihe B 2.3 wurden teilweise als Fahrgestelle der Baureihe D wiederverwendet. Sie wurden daraufhin verschrottet, kein Fahrzeug blieb erhalten. Auch alle von der Baureihe D wiederverwendete Fahrgestelle wurden verschrottet.

## Technik
Alle Triebwagen der Baureihe B wurden bei Rathgeber gebaut und sind 9.000 Millimeter lang. Die Triebwagen der Unterbaureihe B 1 verfügten vorerst Lenkachsen, die bei der Firma Böker hergestellt wurden. Da sich die schon bei der Baureihe A verwendeten Maximum-Drehgestelle besser bewährten, baute man von 1909 bis 1910 in die in B 1.3 umbezeichneten Triebwagen ebenfalls Maximum-Drehgestelle ein. Bei den Serienfahrzeugen der Unterbaureihe B 2.3 kamen gleich Maximum-Drehgestelle zum Einsatz. Äußerlich unterschied sich die B-Reihe durch die rundere Form und durch die vier statt sechs Seitenfenster zur Baureihe A. Im technischen Bereich sind die Triebwagen bis auf die stärkeren 36 PS-Motoren identisch. Die zwei Fahrmotoren erreichen zusammen insgesamt eine Stundenleistung von 52 Kilowatt. Ab 1910 erhielt die Baureihe A jedoch stärkere 45 PS-Motoren und war dadurch stärker motorisiert als die Baureihe B. Auf den quer zur Fahrtrichtung ausgerichteten, hölzernen Sitzbänken waren 22 Sitzplätze vorhanden, durch kleinere Umbauten um 1915 konnte die Sitzplatzanzahl auf 24 erhöht werden. Im Jahr 1939 sank sie wieder um zwei Plätze, um mehr Stehplätze zu schaffen. Nach der Auslieferung der Fahrzeuge waren 22 Stehplätze vorhanden, ab 1915 betrug die Anzahl der Stehplätze 23 und ab 1939 30.
Die sieben Beiwagen der Unterbaureihe b 1.43 entstanden ab 1896 aus, von Henry Plas aus Brüssel und Rathgeber erbauten, umgebauten Pferdebahnwagen. Der Umbau fand bei Rathgeber statt. Die umgebauten Wagen wurden geschlossen ausgeführt und erhielten eine Schraubkupplung, um sie an die Triebwagen anhängen zu können. Sie erhielten ebenfalls, wie die Baureihe a 1.43, umgebaute Fahrgestelle. Im Gegensatz zur Baureihe a, bei der der Rahmen des ursprünglichen Pferdebahnwagens erhalten geblieben ist, wurde der Wagenkasten bei der Baureihe b um rund einen Meter verlängert. Somit waren die Beiwagen 6.500 Millimeter lang und besaßen auf den quer zur Fahrtrichtung hölzernen Sitzbänken 16 Sitzplätze. Außerdem waren 24 Stehplätze vorhanden, 1915 sank die Anzahl der Stehplätze um zwei Plätze. Die 13 Beiwagen der Unterbaureihe b 2.44 entstanden in den Jahren 1900 und 1901, von Rathgeber erbauten, umgebauten Dampfbahnwagen. Wie die Beiwagen der Unterbaureihe b 1.43 wurden die Beiwagen der Unterbaureihe b 2.44 ebenfalls geschlossen ausgeführt und erhielten auch eine Schraubkupplung, um sie mit den Triebwagen verbinden zu können. Die 6.600 Millimeter langen Fahrzeuge boten den Fahrgästen 16 Sitzplätze auf den hölzernen, quer zur Fahrtrichtung eingebauten, Sitzbänken an. Zusätzlich waren 18 Stehplätze, ab 1915 insgesamt 22 Stehplätze, vorhanden.